# 櫛田桔梗
櫛田桔梗（日语：／）是由衣笠彰梧創作的輕小說作品《歡迎來到實力至上主義的教室》的女主角之一。她是故事中高度育成高中1年D班的女學生。在2年級篇時晉級。

## 作中設定

### 經歷
櫛田就讀於名校高度育成高中，由於某件事的影響，因此被安排到了1年D班。在第1學期的期中考試時，與綾小路清隆一起從學長那裡取得歷屆試題，讓同班同學提升考試成績。期中考試結束後，櫛田在學校屋頂辱罵堀北鈴音時被清隆目擊，為了守住秘密，威脅了清隆。在船上特別考試和體育祭期間，為了讓鈴音退學，背叛了班級並向龍園翔提供了情報。在考試中與龍園合作以讓鈴音退學，但由於清隆和鈴音的阻礙，計劃未能實現。

### 形象
櫛田無論在男女間都很受歡迎，外表端麗且具有高超的溝通能力。她的目標是與學校中的所有學生交朋友，也試著接近鈴音。表面上是個好人，但性格卻是極度渴望被認可、傲慢且自私，看不起周圍的人。
幼年時期，櫛田在學業和運動方面都表現優秀，但隨著成長逐漸被變差，後來成為班上的中心人物並擔任輔導者，以滿足自己被認可的需求。櫛田的性格導致她累積了許多壓力，並暗中對他人發表惡言來發洩壓力。在國中時期，櫛田並非像現在這樣公然對他人說壞話，而是透過匿名訊息來發洩壓力，當這件事被班上同學發現時，她因激動而洩露了一位同學的祕密，導致了班級崩壞。儘管櫛田最初關心著被孤立的鈴音，但實際上是她擔心鈴音會讓自己的過去和本性被他人知曉，並告訴清隆，如果鈴音退學，她可以為D班做出貢獻，並努力爭取晉升A班。
在「一之瀨被坂柳擊敗」事件發生時，櫛田詳細描述了其他班級內的人際關係，並提到她在入學不到一年的時間就掌握了其他班級學生的秘密。

## 人物設定
作者衣笠彰梧曾提到「因為短髮比較可愛，所以要留短髮！」，因此確定了角色的髮型是短髮。根據插畫師知世俊作的說法，由於這個角色有著相當暴力的內在，因此在外觀上的設計理念為「正統派且可愛」，角色在外表上看起來符合一般人對於可愛角色的看法，但實際上有著複雜的故事背景。

## 發展

### 網路動畫
2015年5月22日在YouTube上公開了根據《歡迎來到實力至上主義的教室》製作的特別動畫，在這部影片中高橋未奈美擔任了櫛田桔梗的聲優。

### 電視動畫
《歡迎來到實力至上主義的教室》電視動畫於2017年7月開始播放，在這部電視動畫中，久保百合花擔任櫛田桔梗的聲優。在試音時，由於需要飾演櫛田桔梗外在和內在的不同之處，這也增加了配音難度，因此當久保得知自己得到這個角色時感到相當震驚。
久保提到櫛田在行動上非常在乎周圍人的好感和讚美，但她認為這種感情所有人都有，特別是女孩更容易產生共鳴，櫛田是這種感情的極端表現。
動畫第1季導演岸誠二提到櫛田對每個人都很友善，外表也很可愛，一度被認為是無可挑剔的女孩，但她有著黑暗的一面。岸誠二認為能夠清楚區分這種表裡不一的能力是一種才能，能夠完美地做出商業微笑。
久保表示，她在演出時並非透過精密的計算來表現聲音和台詞之間的情感強度，而是根據閱讀劇本時浮現的想法來演出。

### 商品化
2017年9月與Cure Maid合作舉辦了主題為「《歡迎來到實力至上主義的教室》咖啡廳 〜走向獨立的第一步就在滿足的胃中。〜」的合作咖啡廳活動，並提前販售了「櫛田桔梗的秘密T恤」。
2018年3月發售了正在換裝的「櫛田桔梗1/7比例模型」。

## 反響／評價
在《アニメ！アニメ！》舉辦的讀者問卷調查中，題目為「（久保百合花飾演的）最喜歡的角色是？」獲得了第5名。
久保在Animate Times的訪談時透露，在電視動畫第1季第1集播出後，收到了許多觀眾對櫛田的負面評論。在電視動畫第1季第3集播出前，大家都說「這種性格的女孩，不可能是個好人！」，但播出後，觀眾對櫛田的反應超出了久保的預期。
《動畫新聞網》作家Richard Eisenbeis觀看了電視動畫第2季第6集後指出「櫛田作為反派太弱了」。他評論說，櫛田雖然受到同學們的愛戴和信任，卻沒有像輕井澤惠那樣領導女孩子的能力，也沒有像綾小路清隆那樣的智慧。

## 腳註

### 來源
1. ↑  このラノ2022 (2021)，第18頁.
2. 1 2 3 4 5 6  メガミマガジン2017/9 (2017)，第52頁.
3. 1 2  メガミマガジン2022/8 (2022)，第73頁.
4. 1 2  メガミマガジン2024/3 (2024)，第82頁.
5. 1 2  . Twitter.   [2022-07-10]. （原始内容存档于2022-04-09） （日语）.
6. 1 2  . ねとらぼエンタ. 2017-05-01  [2021-07-12]. （原始内容存档于2022-04-08） （日语）.
7. 1 2  . GAMERANT. 2022-05-22  [2022-06-22]. （原始内容存档于2022-06-22） （英语）.
8. ↑  このラノ2022 (2021)，第38頁.
9. 1 2 3 4  . マンガペディア.   [2021-11-05]. （原始内容存档于2022-04-08） （日语）.
10. ↑  小説/1年生編第6巻 (2017)，第203-209頁.
11. ↑  小説/1年生編第9巻 (2018)，第224-240頁.
12. 1 2  トモセシュンサク Art Works第1弾 (2017)，第103頁.
13. ↑  . Anime Recorder. 2015-05-23  [2021-07-12]. （原始内容存档于2022-04-08） （日语）.
14. ↑  . animate Times.   [2021-12-21]. （原始内容存档于2022-05-05） （日语）.
15. ↑  . MANTANWEB (MANTAN). 2022-03-06  [2022-03-06]. （原始内容存档于2022-04-13） （日语）.
16. 1 2  . animate Times. 2017-08-02  [2021-09-25]. （原始内容存档于2021-10-28） （日语）.
17. 1 2  月刊ニュータイプ2022/9 (2022)，第17頁.
18. ↑  アニメージュ2017/9 (2017)，第73頁.
19. ↑  . animateTimes. 2017-09-01  [2021-11-21]. （原始内容存档于2021-11-21） （日语）.
20. ↑  . ラノベニュースオンライン. 2017-12-16  [2021-11-11]. （原始内容存档于2021-11-11） （日语）.
21. ↑  . アニメ！アニメ！. 2021-04-15  [2021-11-24]. （原始内容存档于2022-05-10） （日语）.
22. ↑  . animate Times. 2017-09-06  [2022-08-18]. （原始内容存档于2022-07-16） （日语）.
23. ↑  . アニメニュースネットワーク. 2022-08-09  [2022-08-16]. （原始内容存档于2022-08-15） （日语）.

### 小說
- 衣笠彰梧（著） / トモセシュンサク（イラスト）. . MF文庫J 第2巻. KADOKAWA. 2015-09-30. ISBN 978-4-04-067778-1.
- 衣笠彰梧（著） / トモセシュンサク（イラスト）. . MF文庫J 第6巻. KADOKAWA. 2017-05-25. ISBN 978-4-04-069231-9.
- 衣笠彰梧（著） / トモセシュンサク（イラスト）. . MF文庫J 第9巻. KADOKAWA. 2018-09-25. ISBN 978-4-04-065157-6.

### 相關書籍
- 衣笠彰梧. . KADOKAWA. 2017-09-23. ISBN 978-4-04-069291-3.

### 雜誌
- . 學研PLUS. 2017-07-29. ASIN B071FMWJ94.
- . 徳間書店. 2017-09-10: 72–73. ASIN B073LYTXT5.
- . 學研PLUS. 2022-06-30: 73. ASIN B0B45LGNQ3.
- . KADOKAWA. 2022-08-10: 12–27. ASIN B0B6PYNB7F.
- . Gakken. 2024-01-30: 82. ASIN B0CSQG73B5.

### 導覽書
- 『這本輕小說真厲害！』編輯部. . 寶島社. 2021-12-09. ISBN 978-4-299-02264-6.

## 外部連結
- MF文庫J《歡迎來到實力至上主義的教室》官方網站 CHARACTER（日語）
  - MF文庫J《歡迎來到實力至上主義的教室》2年級篇官方網站 CHARACTER 櫛田桔梗（日語）
- 電視動畫《歡迎來到實力至上主義的教室》官方網站 CHARACTER（日語）